# Auksztota

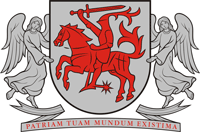
Herb Auksztoty

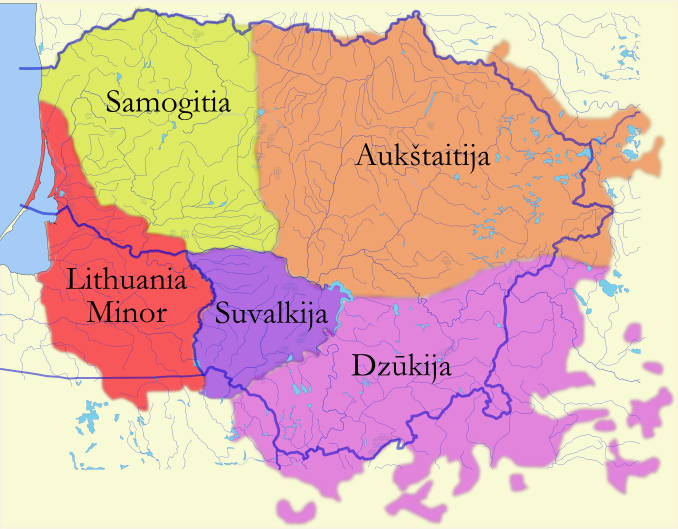
Regiony etnograficzne Litwy (Auksztota oznaczona kolorem brązowym)

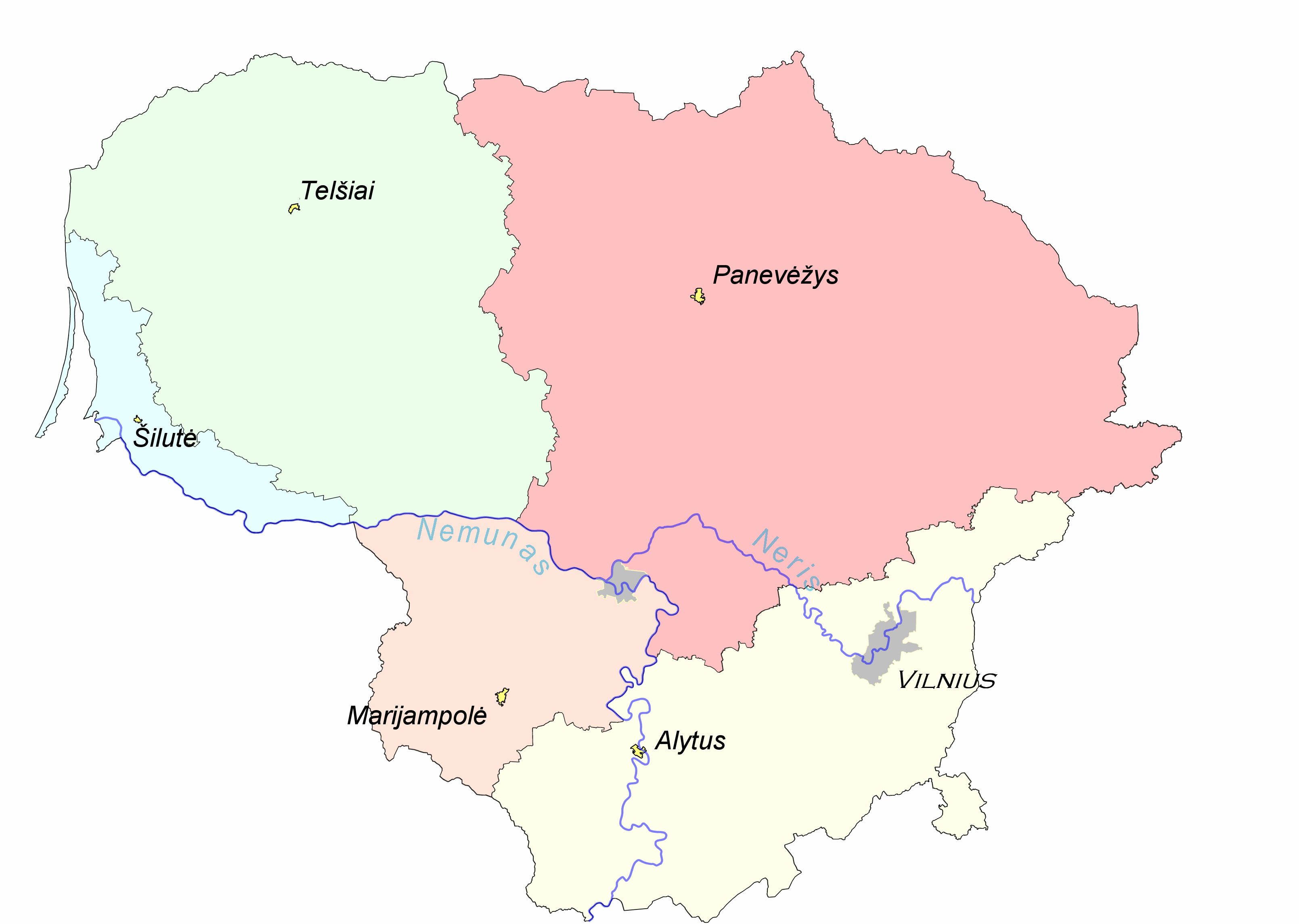
Regiony etnograficzne Litwy w granicach Republiki Litewskiej

Auksztota (lit. Aukštaitija, dosł. kraj górny), również Litwa górna – kraina historyczna i region etnograficzny na Litwie, na Nizinie Środkowolitewskiej i Pojezierzu Wileńskim, w dorzeczu górnej i środkowej Wilii, nad Niewiażą, Świętą i Muszą; historyczny ośrodek ekspansji państwa litewskiego. Najważniejszym ośrodkiem miejskim Auksztoty jest współcześnie Poniewież.
Ze względu na położenie w dorzeczu górnego Niemna i w odróżnieniu od położonej w dorzeczu dolnego Niemna Żmudzi (od lit. žemai, nisko), Auksztota nazywana jest przez historyków Litwą górną (lit.: aukštas – wysoki).
Jeden z dwóch dialektów języka litewskiego nazywany jest dialektem auksztockim.